# Frank Engel

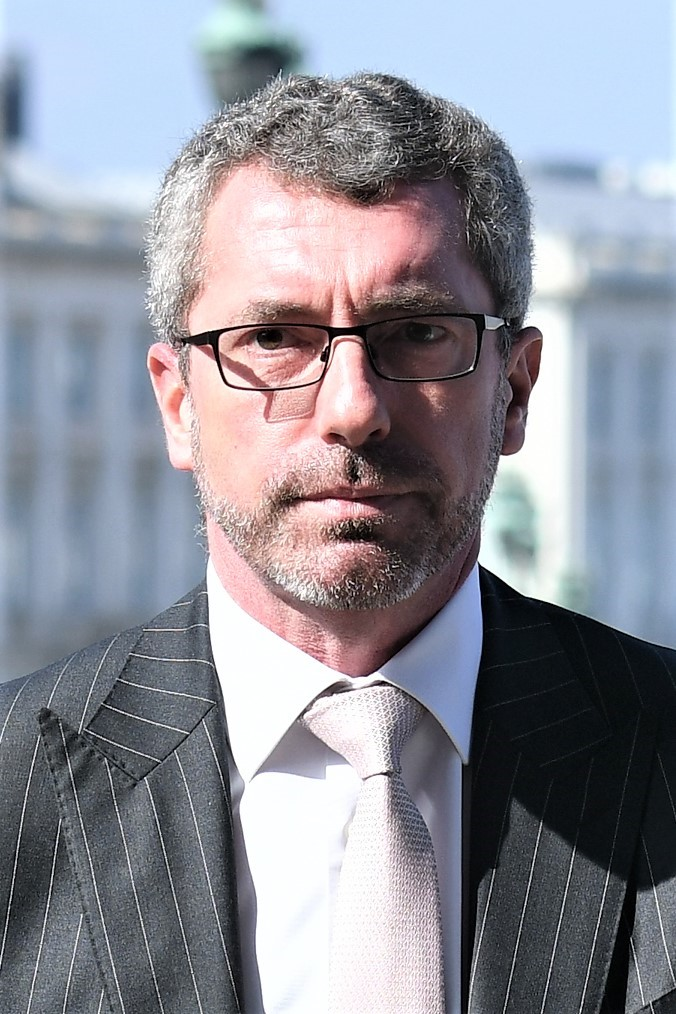
Frank Engel

Frank Engel (ur. 10 maja 1975 w Luksemburgu) – luksemburski polityk, poseł do Parlamentu Europejskiego VII i VIII kadencji, w latach 2019–2021 przewodniczący Chrześcijańsko-Społecznej Partii Ludowej.

## Życiorys
Ukończył szkołę średnią w miejscowości Diekirch. Do 1998 studiował na uniwersytetach w Brukseli i w Metz, gdzie uzyskał dyplom magistra prawa. Był asystentem politycznym Jacques'a Santera (1999–2001). W 2001 objął stanowisko sekretarza generalnego frakcji Chrześcijańsko-Społecznej Partii Ludowej w luksemburskiej Izbie Deputowanych.
W wyborach w 2009 z listy CSV uzyskał mandat deputowanego do Parlamentu Europejskiego. Przystąpił do grupy Europejskiej Partii Ludowej, został też członkiem Komisji Zatrudnienia i Spraw Socjalnych. W 2014 z powodzeniem ubiegał się o reelekcję na kolejną pięcioletnią kadencję.
W styczniu 2019 został nowym przewodniczącym swojego ugrupowania. Ustąpił z tej funkcji w marcu 2021. W 2022 został jednym z liderów nowo powołanej partii Fokus.